# José Silva Martínez
José Silva Martínez (Santiago de Compostela, 20 de abril de 1894 - Venezuela, junio de 1949) fue un político comunista español que se exilió tras la guerra civil española. Su pensamiento, aunque de ideología claramente comunista, con fuertes creencias en la utopía soviética, estaba fuertemente conectado con el galleguismo. 

## Biografía

### Inicios

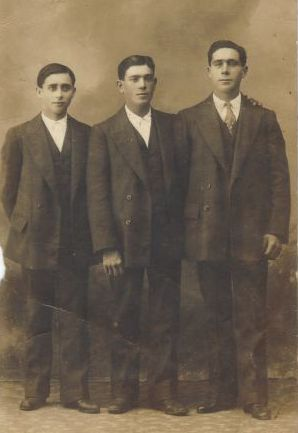
José Silva, en el centro de la imagen

En su ciudad natal empezó a trabajar como cantero, y ocupó el puesto de Secretario del Gremio de Canteros de Santiago de Compostela.
Realizó el servicio militar en África, donde estuvo cinco años. Esta experiencia influyó en su concepción del mundo; de la injusticia social, la diferencia de clases...
Se inició en política como militante del PSOE, pero rápidamente se pasó al Partido Comunista.
Desde muy joven participó en la lucha y agitación social, organizando huelgas y manifestaciones.
En 1919 ocupó el puesto de director del semanario Lucha Social.
El 23 de julio de 1920 se casó con Severina Araújo Ríos, con quien tuvo cinco hijos. Entre 1925 y 1928 fue secretario general del Comité Regional del Partido Comunista en Galicia. En las elecciones de 1933 el partido comunista presentó 188 candidatos en 40 provincias. Sólo logró acta Cayetano Bolívar Escribano por Málaga. José Silva Martínez se presentó en las 4 provincias gallegas siendo el más votado por la provincia de La Coruña (6733), el segundo más votado en la provincia de Lugo (296),y el cuarto más votado por Orense (1461). También se presentó por la provincia de Pontevedra pero se desconocen los resultados.
Más adelante se trasladó a Madrid, donde continuó su actividad política. De allí, paso a establecerse en Barcelona. Por aquel entonces, se constituyó la República. José era redactor del periódico Mundo Obrero, y escribía la editorial de dicha revista, que editaba con otros camaradas en su casa, en clandestinidad.

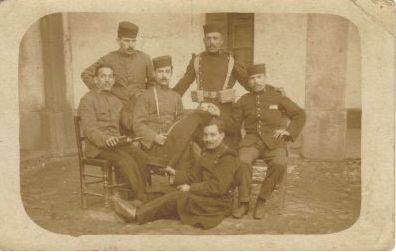
José Silva, de pie a la derecha

### Guerra civil.
Posteriormente volvió a Madrid con su familia, pero, al ser propuesto por su partido a diputado por Extremadura, se trasladó por un tiempo a esa comunidad, para realizar la campaña electoral. Mientras se encontraba allí, le sorprendió el estallido de la guerra civil. Se vio obligado a enterrar en el huerto de un amigo sus pertenencias, y volvió a Madrid atravesando los montes, para evitar ser descubierto. En la capital luchó activamente a favor de la República y contra las fuerzas fascistas. Se enroló en la milicia, y llegó a comandante. Debido a los rumores de que la capital caería en poder de las tropas de Franco, la familia se mudó a Albacete.
Allí lo nombraron Secretario General del Instituto de Reforma Agraria del Ministerio de Agricultura, en el año 1937. Debido a su nuevo cargo, la familia se mudó a Valencia, donde se encontraban los ministerios. Se encontraba temporalmente en Barcelona cuando las tropas de Franco tomaron Tarragona, quedándose entonces aislado, razón por la cual se vio obligado a huir a Francia, para no volver más.

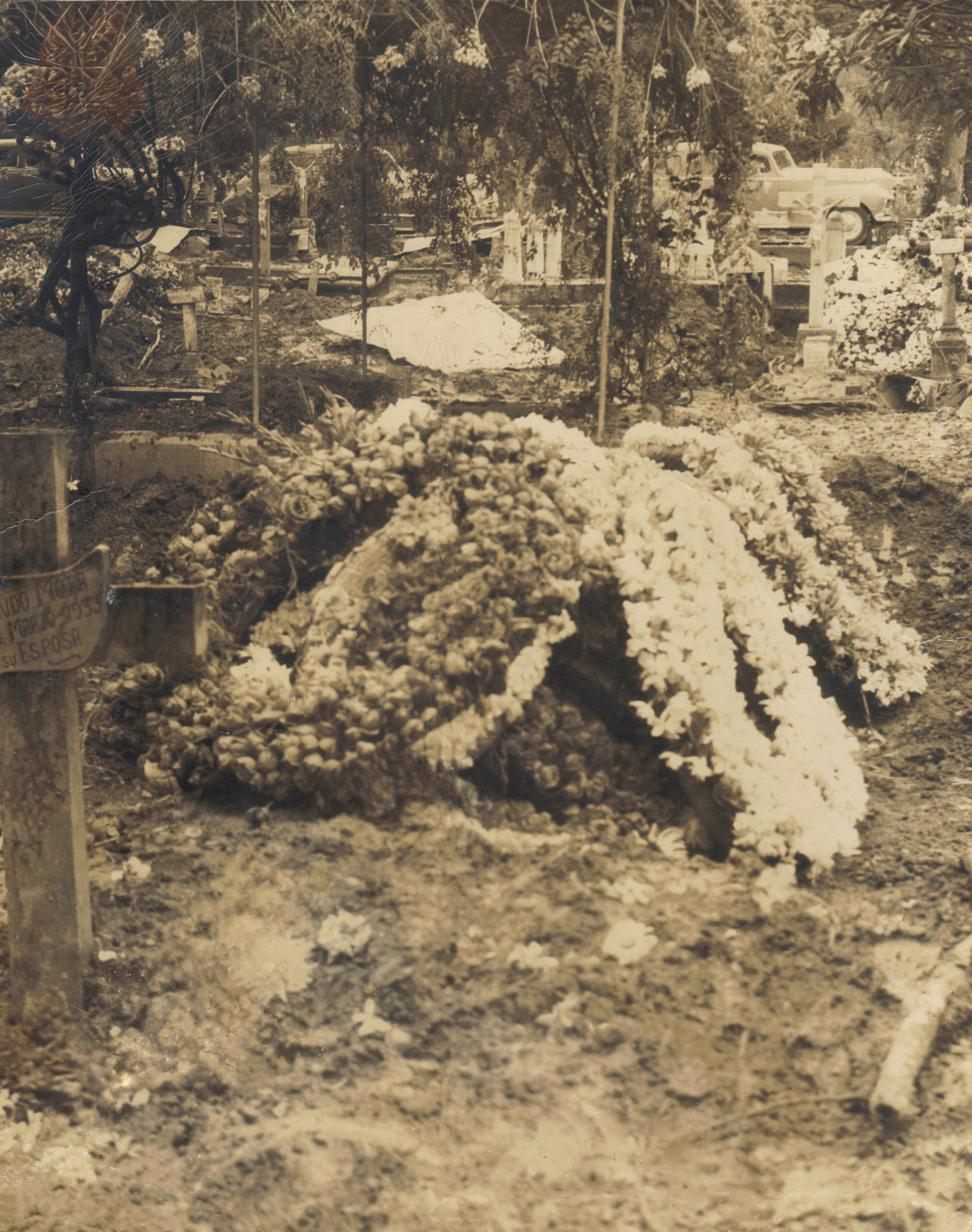
Tumba de José Silva Martínez en Caracas

### Exilio.
En Francia es internado en el campo de concentración de Barcarès. De allí, lo envían a la República Dominicana. De esa ciudad se traslada a Colombia, para instalarse definitivamente en Venezuela. En todos estos países siguió con sus labores políticas, ofreciendo mítines y conferencias. Su muerte, en junio de 1949, debido a una angina de pecho, fue transmitida por Radio España Independiente Estación Pirenaica.

## Obras
No se tiene constanciade los datos de toda su producción, debido a que la mayor parte fue destruida durante la guerra civil. De lo que se conserva, destacan entre otros los folletos:
- La revolución popular en el campo: colectividades agrícolas. (Barcelona, se cree que en 1937)
- Cómo se forja la democracia campesina en España. (Valencia 1938)

Y el artículo "A revolución e o movemento nacionalista", del cual aparecen unos extractos en esta dirección.